# Eetstoornissen Ursula
Eetstoornissen Ursula is een afdeling van GGZ Rivierduinen voor de behandeling van eetstoornissen te Leiden. De afdeling behandelt mensen met een eetstoornis zoals anorexia nervosa, boulimia nervosa, vermijdende/restrictieve voedselinname stoornis (ARFID), en de eetbuistoornis. Ze doet ook onderzoek naar eetstoornissen.

## Ontstaan
De Ursulakliniek te Wassenaar was de eerste kliniek in Nederland met een gespecialiseerde afdeling voor eetstoornissen. In de eerste helft van de jaren 1980 begon de kliniek met de behandeling van anorexia-cliënten. Dit groeide in 1987 uit tot een afdeling gespecialiseerd in de behandeling voor eetstoornissen.
De Ursulakliniek fuseerde in 1988 met Schakenbosch in Leidschendam onder de naam Robert-Fleury Stichting. In 1997 verhuisde de kliniek naar Leidschendam en kreeg ze de naam 'Landelijk Centrum voor Eetstoornissen De Ursula'. In juni 2000 kreeg het ministeriële erkenning als landelijk kennis- en behandelcentrum voor eetstoornissen. In 2009 was de naam GGZ Rivierduinen Eetstoornissen Ursula. De uiteindelijke plaats van vestiging werd Leiden.

## Behandeling en begeleiding
Op de afdeling worden jongeren vanaf 12 jaar en volwassenen met een eetstoornis behandeld. Patiënten die naast hun eetstoornis ook psychiatrische problemen hebben (zoals een persoonlijkheidsstoornis, een autismespectrumstoornis of posttraumatische stressstoornis), kunnen er ook worden behandeld. Het centrum is gespecialiseerd in behandelingen voor mensen met een ernstige eetstoornis die al diverse behandelingen achter de rug hebben.

## Behandelvormen
- Poliklinische behandeling (individuele behandeling en begeleiding, groepsbehandeling)
- Meergezinsdagbehandeling
- Deeltijdbehandeling
- Klinische behandeling (groepstherapie, groepspsychotherapie, high cure, last resort)

## Therapievormen
- Psychotherapie (cognitieve gedragstherapie, interpersoonlijke psychotherapie, motiverende interventies, systeemtherapie (gezinstherapie), meergezinsbehandeling)
- Eetmanagement
- Sociotherapie
- Non-verbale therapie (lichaamsgerichte therapie, dramatherapie, beeldende therapie)
- Farmacotherapie

Eetstoornissen Ursula betrekt ook de mensen uit de directe omgeving van de patiënt bij de behandeling.

## Wetenschappelijk onderzoek
De Ursula doet wetenschappelijk onderzoek met als doel het aantal mensen dat blijvend herstelt van eetstoornissen te vergroten. In samenwerking met de Universiteit Leiden en anderen verricht de afdeling onderzoek om meer inzicht te krijgen in de factoren die het voortbestaan van eetstoornissen onderhouden bij patiënten met boulimia nervosa en een eetbuistoornis. Ook wordt onderzoek gedaan naar de ontwikkeling van eetstoornissen en de zorgbehoefte voor patiënten. In januari 2013 werd Eric F. van Furth benoemd tot bijzonder hoogleraar eetstoornissen bij de afdeling Psychiatrie van het Leids Universitaire Medisch Centrum (LUMC).

## Proud2Bme
Op initiatief van Eetstoornissen Ursula is op 26 mei 2009 Proud2Bme, een speciale website voor jongeren met een eetstoornis, gestart. Naast het discussieforum en chatsessies met onder andere psychologen en diëtisten, geeft de website informatie over eetstoornissen en ervaringsverhalen van jongeren met eetstoornissen. Met Proud2Bme wil de afdeling een alternatief bieden voor de informatie van de pro-anabeweging.